# I-1 (tàu ngầm Nhật)
I-1 là một tàu ngầm lớp Junsen 1 (巡潜一型) được Hải quân Đế quốc Nhật Bản chế tạo trong giai đoạn sau Chiến tranh Thế giới thứ nhất, là chiếc dẫn đầu của lớp tàu ngầm tuần dương bao gồm bốn chiếc có trọng lượng choán nước lên đến 2.135 tấn. Nhập biên chế vào năm 1926, nó đã phục vụ trong cuộc Chiến tranh Trung-Nhật và Chiến tranh Thế giới thứ hai. Con tàu đã hỗ trợ cho cuộc tấn công Trân Châu Cảng, càn quét tàu bè tại Ấn Độ Dương, và tham gia các chiến dịch quần đảo Aleut và Guadalcanal. Đến tháng 1, 1943, trong khuôn khổ Chiến dịch Ke nhằm triệt thoái lực lượng khỏi Guadalcanal, I-1 đã bị các tàu corvette quét mìn New Zealand HMNZS Kiwi và HMNZS Moa đánh chìm tại vịnh Kamimbo ở bờ biển Guadalcanal vào ngày 29 tháng 1.

## Thiết kế và chế tạo

### Thiết kế
Junsen 1 (J1) là một lớp tàu ngầm tuần dương vốn được thiết kế chịu ảnh hưởng bởi chiếc SM U-142 thời Thế Chiến I của Đế quốc Đức. Chúng có trọng lượng choán nước 2.169 tấn (2.135 tấn Anh) khi nổi và 2.836 tấn (2.791 tấn Anh) khi lặn, lườn tàu có chiều dài 97,5 m (319 ft 11 in), mạn tàu rộng 9,22 m (30 ft 3 in) và mớn nước sâu 4,94 m (16 ft 2 in). Con tàu có thể lặn sâu 80 m (262 ft) và có một thủy thủ đoàn đầy đủ bao gồm 68 sĩ quan và thủy thủ.
Chiếc tàu ngầm trang bị hai động cơ diesel MAN 10-xy lanh bốn thì công suất 6.000 mã lực phanh (4.474 kW), mỗi chiếc vận hành một trục chân vịt. Khi lặn, mỗi trục được vận hành bởi một động cơ điện 1.300 mã lực (969 kW). Con tàu có thể đạt tốc độ tối đa 18 hải lý trên giờ (33 km/h; 21 mph) khi nổi và 8 hải lý trên giờ (15 km/h; 9,2 mph) khi lặn. Khi Junsen 1 di chuyển trên mặt nước nó đạt tầm xa hoạt động 24.400 hải lý (45.200 km; 28.100 mi) ở tốc độ 10 hải lý trên giờ (19 km/h; 12 mph), và có thể lặn xa 60 nmi (110 km; 69 mi) ở tốc độ 3 hải lý trên giờ (5,6 km/h; 3,5 mph).
Lớp Junsen I có sáu ống phóng ngư lôi 53,3 cm (21,0 in), gồm bốn ống bố trí trước mũi và hai ống phía đuôi, và mang theo tổng cộng 20 quả ngư lôi Kiểu 95. Vũ khí trên boong tàu bao gồm hai khẩu hải pháo 14 cm (5,5 in), được bố trí phía trước và phía sau cầu tàu.

### Chế tạo
I-1 được đặt lườn như là chiếc Tàu ngầm tuần dương số 74 tại xưởng tàu của hãng Kawasaki tại Kobe vào ngày 12 tháng 3, 1923. Nó được hạ thủy vào ngày 15 tháng 10, 1924, rồi đổi tên thành I-1 vào ngày 1 tháng 11, 1924 và hoàn tất vào cuối tháng 2, 1926. Con tàu tiến hành chạy thử máy trong biển nội địa Seto ngoài khơi đảo Awaji có sự tham gia của các chuyên viên Đức,  rồi được nghiệm thu và nhập biên chế vào ngày 10 tháng 3, 1926.

## Lịch sử hoạt động

### 1926 - 1936
Vào lúc nhập biên chế, I-1 được điều về Quân khu Hải quân Yokosuka. Nó cùng tàu chị em I-2 được phân về Đội tàu ngầm 7 thuộc Hải đội Tàu ngầm 2 trực thuộc Đệ Nhị hạm đội, trong thành phần Hạm đội Liên hợp vào ngày 1 tháng 8, 1926. Đội khu trục 7 lại được điều về Đội phòng vệ Yokosuka trực thuộc Quân khu Hải quân Yokosuka vào ngày 1 tháng 7, 1927, và đến ngày 15 tháng 9, Đội khu trục 7 lại được điều động sang Hải đội Tàu ngầm 2 trực thuộc Đệ Nhị hạm đội. I-1 được cho tách khỏi Đội tàu ngầm 7 và trực thuộc Quân khu Hải quân Yokosuka, rồi gia nhập trở lại vào ngày 10 tháng 9, 1928. Lúc 10 giờ 35 phút ngày 28 tháng 11, 1928, trong khi Đội tàu ngầm 7 quay trở về cảng Yokosuka trong bối cảnh biển động mạnh và tầm nhìn kém, I-1 bị mắc cạn ngoài khơi Yokosuka, và bị hư hại nhẹ. Cho dù không bị ngập nước, con tàu vẫn được đưa vào ụ tàu để kiểm tra. Vào ngày 5 tháng 11, 1929, nó được cho xuất biên chế và đưa về thành phần dự bị, và đến ngày 30 tháng 11, Đội tàu ngầm 7 được điều về Đội phòng vệ Yokosuka trực thuộc Quân khu Hải quân Yokosuka.
Đang khi trong thành phần dự bị, I-1 được hiện đại hóa, thay thế động cơ diesel do Đức chế tạo và toàn bộ dàn ắc-quy bằng sản phẩm nội địa. Vào ngày 1 tháng 8, 1930, Đội tàu ngầm 7 được phối thuộc trở lại cùng Hải đội Tàu ngầm 1 trực thuộc Đệ Nhất hạm đội, thuộc thành phần Hạm đội Liên hợp. Sau khi hoàn tất việc nâng cấp, I-1 được tái biên chế vào ngày 15 tháng 11, 1930 và gia nhập trở lại Đội tàu ngầm 7. Đến ngày 1 tháng 10, 1931, đơn vị này lại được điều động sang Đội phòng vệ Yokosuka trực thuộc Quân khu Hải quân Yokosuka, nhưng quay trở lại Hải đội Tàu ngầm 1 trực thuộc Đệ Nhất hạm đội vào ngày 1 tháng 12, 1931. Một lượt điều động thứ ba sang Đội phòng vệ Yokosuka trực thuộc Quân khu Hải quân Yokosuka lại diễn ra từ ngày 1 tháng 10, 1932 đến ngày 15 tháng 11, 1933 hoặc 15 tháng 11, 1934.
Vào ngày 29 tháng 3, 1935 I-1 khởi hành từ Sasebo, để cùng các đồng đội thuộc Hải đội Tàu ngầm 1, bao gồm I-2 và I-3 thuộc Đội tàu ngầm 7 cùng I-4, I-5 và I-6 thuộc Đội tàu ngầm 8, thực hiện một chuyến đi huấn luyện tại vùng biển Trung Quốc. Chúng kết thúc chuyến đi huấn luyện khi về đến Sasebo vào ngày 4 tháng 4, 1935. Đến ngày 15 tháng 11, 1935, Đội tàu ngầm 7 được điều về Hải đội Phòng vệ Yokosuka trực thuộc Quân khu Hải quân Yokosuka, cùng trong ngày này I-1 lại được cho xuất biên chế và đưa về thành phần dự bị để tái cấu trúc.
Trong đợt nâng cấp thứ hai này, hệ thống sonar của I-1 do Hoa Kỳ chế tạo được thay thế bằng kiểu sản xuất trong nước, và tháp chỉ huy có hình dáng suôn thẳng hơn. Đội tàu ngầm 7 được điều động quay trở lại Hải đội Tàu ngầm 1 trực thuộc Đệ Nhất hạm đội vào ngày 20 tháng 1, 1936, và I-1 sau khi hoàn thành việc hiện đại hóa được tái biên chế và gia nhập trở lại đơn vị này vào ngày 15 tháng 2, 1936. Vào ngày 27 tháng 3, 1937, I-1 rời Sasebo để cùng các chiếc I-2, I-3, I-4, I-5 và I-6 hoạt động huấn luyện tại khu vực Thanh Đảo, Trung Quốc. Chúng kết thúc đợt huấn luyện khi về đến vịnh Ariake vào ngày 6 tháng 4, 1937.

### Chiến tranh Trung-Nhật
Chiến tranh Trung-Nhật bùng nổ sau khi xảy ra sự kiện Lư Câu Kiều (cầu Marco Polo) vào ngày 7 tháng 7, 1937. Đến tháng 9, 1937, Hải đội Tàu ngầm 1 được điều sang Đệ Tam hạm đội và phối thuộc cùng Hạm đội khu vực Trung Quốc để hoạt động tại vùng biển Trung Quốc. Hải đội, bao gồm các tàu I-1, I-2, I-3, I-4, I-5 và I-6, đã được phái đến căn cứ tại Hong Kong cùng với các tàu tiếp liệu tàu ngầm Chōgei và Taigei vào tháng 9, 1937. Từ căn cứ này, các tàu ngầm tham gia phong tỏa Trung Quốc và tuần tra dọc bờ biển phía Đông và phía Nam Trung Quốc.
Từ ngày 20 hoặc 21 tháng 8 đến ngày 23 tháng 8, 1937, cả sáu chiếc tàu ngầm thuộc Hải đội Tàu ngầm 1 đã hoạt động trong biển Hoa Đông như lực lượng bảo vệ từ xa cho các thiết giáp hạm Nagato, Mutsu, Haruna và Kirishima cùng tàu tuần dương hạng nhẹ Isuzu làm nhiệm vụ vận chuyển binh lính từ Tadotsu, Shikoku đến Thượng Hải, Trung Quốc. Hải đội Tàu ngầm 1 đặt căn cứ tại Hong Kong cho đến mùa Thu năm 1938. Trong một nỗ lực nhằm giảm căng thẳng trong quan hệ quốc tế do cuộc xung đột với Trung Quốc, Nhật Bản cho rút lực lượng tàu ngầm của họ khỏi vùng biển Trung Quốc từ tháng 12, 1938.

### 1938 – 1941
Vào ngày 15 tháng 12, 1938, Đội tàu ngầm 7 được điều về Trường tàu ngầm tại Kure, Hiroshima, rồi được đưa về Thành phần Dự bị 3 tại Quân khu Hải quân Yokosuka từ ngày 15 tháng 11, 1939. Trong giai đoạn này, I-1 được tái trang bị với những cải tiến ở ống phóng ngư lôi và ăn-ten vô tuyến. Đội tàu ngầm 7 quay trở lại phục vụ vào ngày 15 tháng 11, 1940, khi đơn vị này được phối thuộc cùng Hải đội Tàu ngầm 2 trực thuộc Đệ Lục hạm đội, trong thành phần Hạm đội Liên hợp.
Vào ngày 10 tháng 11, bên trên soái hạm Katori, Phó đô đốc Shimizu Mitsumi, Tư lệnh Đệ Lục hạm đội, công bố Kế hoạch Z, là kế hoạch tấn công căn cứ Trân Châu Cảng của Hải quân Hoa Kỳ, mở màn cho cuộc xung đột tại Thái Bình Dương. Khi lực lượng Hải quân Nhật Bản bắt đầu được huy động cho chiến dịch, phần còn lại của Hải đội Tàu ngầm 2 đã xuất phát từ Yokosuka vào ngày 16 tháng 11 để hướng sang khu vực quần đảo Hawaii. Vào lúc đó I-1 đang được sửa chữa tại Yokosuka đồng thời trang bị một bộ thu vô tuyến tần số rất thấp (VLF), nên nó khởi hành trễ vào ngày 23 tháng 11. Nó phải đi hết tốc độ trên mặt nước để có thể bắt kịp đồng đội, cho đến khi còn cách Oahu khoảng 600 nmi (1.100 km).
Đến ngày 6 tháng 12, Hải đội Tàu ngầm 2 đi đến khu vực Thái Bình Dương trải dài từ phía Đông Bắc đến Tây Bắc Oahu, và I-1 đi đến khu vực tuần tra được chỉ định về phía cực Bắc eo biển Kauai, giữa các đảo Kauai và Oahu. Nó được lệnh tấn công mọi tàu bè xuất phát từ Trân Châu Cảng trong và sau cuộc tấn công, vốn được lên kế hoạch vào sáng ngày 7 tháng 12.

#### Chuyến tuần tra thứ nhất - Trận Trân Châu Cảng
Lúc 07 giờ 30 phút ngày 7 tháng 12, I-1 phát hiện chiếc thủy phi cơ Aichi E13A đang quay trở về tàu tuần dương hạng nặng Tone sau khi hoàn tất nhiệm vụ trinh sát khu vực neo đậu Lahaina Roads ngoài khơi Maui. Trong những ngày tiếp theo, nó liên tục bị máy bay đối phương tấn công, nhưng không bị hư hại, nên phải giữ cho thùng dằn luôn ngập nước để có thể nhanh chóng lặn xuống né tránh khi cần thiết. Nó đang trên mặt nước lúc 05 giờ 30 phút ngày 10 tháng 12, khi phát hiện một tàu sân bay Hoa Kỳ, có thể là chiếc USS Enterprise, tại vị trí 24 nmi (44 km) về phía Đông Bắc Kahala Point của đảo Kauai. Tuy nhiên chiếc tàu ngầm bị buộc phải lặn xuống ẩn nấp nên không thể gửi báo cáo mãi cho đến 12 giờ sau đó.
Đến ngày 27 tháng 12, Tư lệnh Hải đội Tàu ngầm 2 bên trên soái hạm I-7 ra lệnh cho I-1 bắn phá cảng Hilo trên đảo Hawaii vào ngày 30 tháng 12. Nó đi đến ngoài khơi Hilo vào ngày 30 tháng 12, tiến hành trinh sát mục tiêu qua kính tiềm vọng, và phát hiện tàu tiếp liệu thủy phi cơ USS Hulbert mà nó nhận định nhầm là một tàu vận tải nhỏ. I-1 trồi lên mặt nước lúc trời tối, nả mười phát đạn pháo 140 milimét (5,5 in) nhằm vào Hulbert, nhưng đều không trúng đích. Hulbert cùng một khẩu đội pháo Lục quân đã phản pháo vào chiếc tàu ngầm. Cho rằng đã gây hư hại cho Hulbert, I-1 ngừng bắn, lặn xuống và rút lui khỏi khu vực.

### 1942
Vào ngày 7 tháng 1, 1942, I-1 tấn công một tàu buôn ở phía Nam eo biển Kauai, nhưng không trúng đích. Hai ngày sau đó, nó được lệnh rời khu vực tuần tra để truy tìm tàu sân bay Hoa Kỳ USS Lexington, vốn bị tàu ngầm I-18 phát hiện ở vị trí 270 nmi (500 km) về phía Đông Bắc đảo Johnston, tuy nhiên I-1 đã không tìm thấy mục tiêu. Nó cùng I-2 và I-3 về đến Kwajalein vào ngày 22 tháng 1, rồi cả ba cùng lên đường hai ngày sau đó để quay trở về Yokosuka, đến nơi vào ngày 1 tháng 2.

#### Chuyến tuần tra thứ hai
Đang khi I-1 ở lại Yokosuka, Hải đội Tàu ngầm 2 được điều động tham gia Chiến dịch Đông Ấn thuộc Hà Lan trong thành phần Lực lượng Khu vực Đông Nam vào ngày 8 tháng 2. I-1 khởi hành từ Yokosuka vào ngày 13 tháng 2 để hướng sang Palau, đến nơi vào ngày 16 tháng 2. Sau khi được tiếp nhiên liệu từ tàu tiếp dầu Fujisan Maru, nó cùng I-2 và I-3 tiếp tục hành trình đi sang Đông Ấn thuộc Hà Lan vào ngày hôm sau. Sau chặng dừng tại vịnh Staring về phía Đông Nam Kendari, Celebes (nay là Sulawesi), nó xuất phát lúc 17 giờ 00 ngày 23 tháng 2 cho chuyến tuần tra thứ hai trong chiến tranh tại khu vực biển Timor và Ấn Độ Dương. Không lâu sau khi xuất phát từ vịnh Staring, trục khuỷu của động cơ diesel bên mạn phải bị hỏng, nên nó thực hiện hầu hết chuyến tuần tra chỉ với một trục chân vịt bên mạn trái.
Trong Ấn Độ Dương ngoài khơi Tây Úc cách vịnh Shark 250 nmi (460 km) về phía Tây Bắc, lúc sáng sớm ngày 3 tháng 3, I-1 phát hiện tàu chở hàng Hà Lan Siantar (8.806 tấn) đang trong hành trình từ Tjilatjap, Java đến Australia. Nó lặn xuống và phóng một quả ngư lôi tấn công, nhưng bị trượt. Đến 06 giờ 30 phút nó trồi lên mặt nước để tấn công mục tiêu bằng hải pháo 14-cm. Siantar chạy hết tốc độ và tìm cách bắn trả bằng pháo 75-mm, nhưng khẩu pháo kẹt đạn chỉ sau vài phát bắn. Sau khi bị bắn trúng 30 phát đạn pháo và thêm một quả ngư lôi trúng đích, Siantar đắm lúc 07 giờ 00 tại tọa độ 21°20′N 108°45′Đ / 21,333°N 108,75°Đ, và tổn thất 21 thủy thủ thiệt mạng.
Đến ngày 9 tháng 3, I-1 bắt giữ năm binh lính Lục quân Australia trên một ca-nô đang trên đường rút lui từ Tây Timor. Nó về đến vịnh Staring vào ngày 11 tháng 3, vào neo đậu cạnh tàu tiếp liệu tàu ngầm Santos Maru. Sau khi chuyển các tù binh chiến tranh sang một tàu bệnh viện, nó lên đường vào ngày 15 tháng 3 để quay trở về Nhật Bản, về đến Yokosuka vào ngày 27 tháng 3, và được đưa vào ụ tàu. Ngoài việc sửa chữa động cơ diesel bên mạn phải, chiếc tàu ngầm còn được đại tu, nâng cấp súng máy 7,7-mm lên cỡ nòng 13,2-mm, cũng như thay thế máy đo tầm xa Zeiss 3 mét (10 ft) bằng phiên bản nội địa. Đến ngày 10 tháng 4, I-1 cùng với I-2 và I-3 được điều sang Lực lượng Tiền Phương, và đến ngày 7 tháng 6, nó tham gia thử nghiệm khí cầu diều trong vịnh Tokyo.

#### Chuyến tuần tra thứ tư - Chiến dịch quần đảo Aleut
Chiến dịch quần đảo Aleut bắt đầu vào ngày 3 tháng 6 với cuộc không kích của Nhật Bản xuống Dutch Harbor, Alaska, và tiếp nối bởi việc chiếm đóng các đảo Attu vào ngày 5 tháng 6 và Kiska vào ngày 7 tháng 6 mà không bị kháng cự. Đến ngày 10 tháng 6, các tàu ngầm I-1, I-2, I-3, I-4, I-5, I-6 và I-7 được điều động sang Lực lượng phía Bắc để hoạt động tại vùng biển quần đảo Aleut. Sang ngày hôm sau, cùng với I-2, I-3, I-4 và I-7, I-1 lên đường cho chuyến tuần tra thứ tư tại khu vực Bắc Thái Bình Dương. Đến ngày 20 tháng 6, I-1, I-2 và I-3 tham gia tuyến tuần tra K giữa 48°B 178°T / 48°B 178°T và 50°B 178°T / 50°B 178°T. Sang giữa tháng 7, I-1 bị tấn công bởi một tàu chiến Hoa Kỳ không rõ nhận dạng, có thể là tàu cutter Tuần duyên USCGC Onondaga (WPG-79), tại vị trí về phía Nam đảo Adak, và truy đuổi trong suốt 19 giờ, cho đến khi I-1 lặn xuống đến độ sâu 260 ft (79 m) và chạy thoát. Đến ngày 20 tháng 7, I-1 được điều trở lại Lực lượng Tiền Phương, và về đến Yokosuka vào ngày 1 tháng 8.

#### Chiến dịch quần đảo Solomon
Vào ngày 20 tháng 8, Hải đội Tàu ngầm 2 được giải thể. Đến cuối tháng 8, I-1 được cải tạo tại Xưởng hải quân Yokosuka, tháo dỡ khẩu hải pháo 14-cm trên boong phía sau tàu, và lắp đặt bộ gá để mang theo một xuồng đổ bộ kín nước dài 46 ft (14 m) lớp Daihatsu phía sau tháp chỉ huy. Sau khi công việc hoàn tất vào đầu tháng 9, I-1 tiếp hành tập trận cùng Lực lượng Đổ bộ Đặc biệt Hải quân (SNLF: Special Naval Landing Force) Maizuru 4 với ý định sẽ cho đổ bộ đơn vị này đột kích lên Espiritu Santo thuộc quần đảo New Hebrides vào tháng 10. Kế hoạch này sau cùng bị hủy bỏ do đối phương tập trung lực lượng hải quân tại Espiritu Santo.
I-1 khởi hành từ Yokosuka vào ngày 8 tháng 9 để hướng sang căn cứ Truk tại quần đảo Caroline, đến nơi vào ngày 14 tháng 9. Nó lên đường hai ngày sau đó và đi đến căn cứ Rabaul trên đảo New Britain thuộc quần đảo Bismarck vào ngày 22 tháng 9. Tại đây nó cùng I-2 và I-3 được điều sang Lực lượng phía Nam trực thuộc Đệ Bát hạm đội vào ngày 24 tháng 9. I-1 lên đường vào ngày 25 tháng 9 để hỗ trợ cho một cuộc đổ bộ lên Rabi, Papua New Guinea, nhưng bị triệu hồi không lâu sau đó, và về đến Rabaul vào ngày 27 tháng 9.
I-1 rời Rabaul vào ngày 1 tháng 10 để vận chuyển hàng tiếp liiệu cho đơn vị SNLF Sasebo 5 trên đảo Goodenough, mang theo xuồng đổ bộ Daihatsu cùng ba thành viên tổ lái, cùng thực phẩm và đạn dược. Nó đi đến Kilia Mission ở mũi cực Tây Nam đảo Goodenough lúc 22 giờ 40 phút ngày 3 tháng 10, nơi chiếc xuồng Daihatsu chuyển tiếp liệu lên bờ, rồi tiếp đón 71 thương binh SNLF cùng hài cốt của 13 người khác trước khi lên đường quay trở về Rabaul, đến nơi vào ngày 6 tháng 10. Nó lại khởi hành vào ngày 11 tháng 10 cho một chuyến vận chuyển thực phẩm và đạn dược khác sang Goodenough, đi đến Kilia Mission lúc 18 giờ 30 phút ngày 13 tháng 10, rồi cho thả xuồng đổ bộ để vận chuyển tiếp liệu. Tuy nhiên tình báo Đồng Minh đã biết đến các chuyến đi này, nên một máy bay tuần tra Lockheed Hudson thuộc Liên đội 32 Không quân Hoàng gia Australia đã thả pháo sáng và ném bom, buộc I-1 phải bỏ lại chiếc xuồng đổ bộ, lặn xuống và rời khỏi khu vực. Nó về đến Rabaul vào ngày 18 tháng 10.
Trước đó vào ngày 17 tháng 10, I-1 được điều trở lại Lực lượng Tiền Phương, rồi rời Rabaul vào ngày 22 tháng 10 để tham gia tuần tra về phía Nam đảo San Cristóbal nhằm chuẩn bị cho trận chiến quần đảo Santa Cruz từ ngày 25 đến ngày 27 tháng 10. Sang ngày 28 tháng 10, nó được lệnh tìm kiếm những phi công hải quân bị bắn rơi tại khu vực phụ cận quần đảo Stewart, nhưng phải bỏ ngang việc tìm kiếm do lại bị hỏng trục khuỷu động cơ bên mạn phải. Một thủy phi cơ PBY-5 Catalina thuộc Liên đội VP-11 đã tấn công một tàu ngầm tại tọa độ 13°15′N 162°45′Đ / 13,25°N 162,75°Đ vào ngày 29 tháng 10, nhiều khả năng đó là I-1. Chiếc tàu ngầm quay về Truk, rồi lên đường vào ngày 13 tháng 11 để quay trở về Nhật Bản, về đến Yokosuka vào ngày 20 tháng 11.
Tại Yokosuka, I-1 được sửa chữa động cơ diesel và động cơ điện bên mạn phải; bộ gá mang xuồng Daihatsu cũng được cải tiến. Nó vào ụ tàu từ ngày 16 đến ngày 23 tháng 12 để bảo trì lườn tàu; công việc sửa chữa hoàn tất vào ngày 30 tháng 12.

### 1943
I-1 khởi hành từ Yokosuka vào ngày 3 tháng 1, 1943 để quay trở lại Truk, đến nơi vào ngày 10 tháng 1. Từ đó cho đến ngày 15 tháng 1, nó tiến hành thử nghiệm và huấn luyện đổ bộ tiếp liệu.

#### Chiến dịch Guadalcanal
Chiếc tàu ngầm xuất phát từ Truk lúc 19 giờ ngày 16 tháng 1 để đi sang Rabaul, đến nơi lúc 07 giờ 30 ngày 20 tháng 1. Nó đưa lên tàu các thùng tiếp liệu bằng cao su chứa các khẩu phần thực phẩm, bao gồm gạo, đậu, thịt heo và xúc xích, cho 3.000 người. I-1 rời Rabaul lúc 16 giờ ngày 24 tháng 1 để hướng sang Guadalcanal, nơi nó sẽ chuyển giao hàng tiếp liệu tại vịnh Kamimbo, ở bờ biển Tây Bắc hòn đảo. Nhận được thông tin qua tình báo tín hiệu vô tuyến về ý định tiếp liệu bằng tàu ngầm của đối phương, các tàu corvette quét mìn HMNZS Kiwi và HMNZS Moa của Hải quân Hoàng gia New Zealand được phái tuần tra chống tàu ngầm tại khu vực vịnh Kamimbo. Bên phía Nhật Bản, Bộ tư lệnh Đệ Lục hạm đội cũng lưu ý Đội tàu ngầm 7 về hoạt động của xuồng tuần tra phóng lôi PT-boat đối phương, và khuyến cáo chỉ nên chất dỡ hàng tiếp liệu sau khi trời tối.

#### Bị mất
I-1 trồi lên mặt nước ngoài khơi vịnh Kamimbo lúc 20 giờ 30 phút ngày 29 tháng 1, và hướng thẳng vào gần bờ. Đến 20 giờ 35 phút, đang khi cùng Moa tuần tra ngoài khơi vịnh Kamimbo, Kiwi phát hiện I-1, thoạt tiên qua bộ dò âm thanh và sau đó bằng sonar, ở khoảng cách 3.000 yd (2.700 m). Moa tìm cách xác định nhận dạng mục tiêu nghi ngờ, nhưng không thành công, và Kiwi tiếp cận mục tiêu. Khi một trinh sát viên trên I-1 phát hiện Kiwi và Moa, nhận định nhầm họ là xuồng phóng lôi, chiếc tàu ngầm bẻ lái sang mạn trái và lặn xuống đến độ sâu 100 ft (30 m), chuyển sang chế độ im lặng. Kiwi áp sát vị trí và tấn công chiếc tàu ngầm với hai loạt sáu quả mìn sâu; chúng kích nổ gần tàu, gây chấn động mạnh và rò rỉ tại phòng chứa dự trữ phía đuôi tàu.
Đợt tấn công thứ hai của Kiwi lúc 20 giờ 40 phút gây những hư hại nghiêm trọng cho I-1. Mìn sâu kích nổ đã làm hỏng bơm, động cơ bẻ lái, trục chân vịt mạn trái và bộ góp áp lực cao, rò rỉ nước vào phòng điều khiển. Bảng mạch điện chính cùa I-1 bị chập mạch một phần, khiến toàn bộ con tàu mất ánh sáng. I-1 bắt đầu chìm không thể kiểm soát ở một góc 45 độ, xuống đến độ sâu ước lượng khoảng 590 ft (180 m) trước khi dừng lại. Phòng ngư lôi phía trước bị rò rỉ nặng, và nước biển tràn vào các khoang chứa ắc-quy, bắt đầu giải phóng ra khí chlorine độc hại.
Khi Kiwi bắt đầu đợt tấn công thứ ba lúc khoảng 21 giờ 00, I-1 trồi lên mặt nước ở khoảng cách 2.000 yd (1.800 m) bên mạn phải của Kiwi. Bì chìm phần mũi, I-1 cố gắng hướng đến bờ biển Guadalcanal để tự mắc cạn, sử dụng động cơ diesel bên mạn phải và di chuyển được ở tốc độ 11 kn (20 km/h). Hạm trưởng I-1 đích thân cầm lái trong khi thủy thủ của nó vận hành các khẩu hải pháo và súng máy trên boong. Sử dụng hỏa lực pháo 4-inch và pháo phòng không Oerlikon 20 mm, Kiwi phá hủy khẩu súng máy và khiến khẩu hải pháo 14-cm im tiếng, khiến hạm trưởng và phần lớn thủy thủ trên cầu tàu và trên boong tử trận, cũng như bắn cháy chiếc xuồng Daihatsu. Không được điều khiển, I-1 chuyển hướng chậm sang mạn phải. Trên chiếc tàu ngầm, sĩ quan ngư lôi tiếp nhận quyền chỉ huy I-1, ra lệnh phân phối vũ khí cá nhân để sẵn sàng chống trả, và cử người tiếp tục vận hành hải pháo.
Đến 21 giờ 20, Kiwi chuyển hướng lao thẳng đến I-1 với vận tốc tối đa từ khoảng cách 400 yd (370 m), húc chiếc tàu ngầm bên mạn trái phía sau tháp chỉ huy. Kiwi tiếp tục húc vào I-1 lần thứ hai sượt qua phía mũi, làm hỏng bánh lái ngang phía mũi chiếc tàu ngầm. Kiwi lại húc vào I-1 lần thứ ba, lần này bên mạn phải, khiến bản thân nó bị hư hại mũi tàu và hỏng vòm sonar, nhưng đã đâm thủng một lổ trên thùng dằn chính của chiếc tàu ngầm và khiến phần lớn bơm không thể hoạt động. I-1 bắt đầu bị nghiêng sang mạn phải. Bị hư hại và nòng pháo 4-inch quá nóng, Kiwi rút lui, trong khi Moa bắt đầu thay phiên để chiếu sáng và tiếp tục nả pháo vào mục tiêu, nhưng không có hiệu quả khi phần lớn đạn pháo nảy ra khỏi vỏ giáp chiếc tàu ngầm.
I-1 tiếp tục hướng đến Guadalcanal với vận tốc 12 kn (22 km/h). Đến 23 giờ 15 phút, nó mắc cạn tại đá ngầm Fish ngoài khơi bờ biển Guadalcanal, cách vịnh Kamimbo 330 yd (300 m) về phía Bắc. Toàn bộ nữa sau con tàu bị ngập nước và nó nghiêng nặng sang mạn phải. 66 người còn lại đã bỏ tàu không lâu trước khi I-1 đắm tại tọa độ 09°13′N 159°40′Đ / 9,217°N 159,667°Đ. Khoàng 15 ft (4,6 m) phần mũi của I-1 nhô lên khỏi mặt nước ở một góc 45 độ. I-1 chịu đựng 27 người thiệt mạng hay mất tích trong cuộc đối đầu với Kiwi và Moa; 68 người đã sống sót, bao gồm hai người rơi xuống nước và bơi được đến Guadalcanal. Phía Kiwi có một người duy nhất tử thương, là thủy thủ vận hành đèn pha đã trúng đạn khi chiếc corvette húc I-1 lần thứ hai, và từ trần hai ngày sau đó.

#### Các nỗ lực trục vớt và phá hủy
Moa tiếp tục tuần tra tại khu vực xác tàu đắm của I-1 cho đến ngày 30 tháng 1, khi nó tiếp cận và khảo sát.  Nó tìm thấy hai người sống, bắt giữ một người và giết người còn lại bằng súng máy. Nó cũng thu được các hải đồ và một sách được cho là bảng mật mã, nhưng nhiều khả năng chỉ là nhật ký hải trình. Pháo bờ biển Nhật Bản trên bờ bắt đầu nả vào chiếc tàu corvette, buộc Moa phải rút lui khỏi khu vực.
Sáu mươi ba người sống sót của I-1 được triệt thoái khỏi Guadalcanal 1 tháng 2. Khi họ đi đến Rabaul và báo cáo, Hải quân Nhật Bản nhận thức các bộ mật mã có trên xác tàu đắm của I-1 có khả năng bị tiết lộ. Sĩ quan ngư lôi của I-1 và hai sĩ quan khác cùng 11 thủy thủ từ một tàu khu trục đã tiếp cận I-1 bằng xuồng Daihatsu lúc 19 giờ 00 ngày 2 tháng 2. Họ cài đặt hai quả mìn sâu và bốn liều thuốc nổ để tìm cách phá hủy xác tàu nhờ những quả ngư lôi trên tàu còn chưa sử dụng. Cho dù các quả ngư lôi đã không kích nổ như mong muốn và xác tàu không bị phá hủy, vụ nổ đã khiến xác tàu bị hư hại đến mức không thể trục vớt. Khi được cho triệt thoái khỏi Guadalcanal vào ngày 7 tháng 2, ngày Chiến dịch Guadalcanal kết thúc với với việc hoàn tất Chiến dịch Ke nhằm triệt thoái toàn bộ lực lượng Nhật Bản còn lại khỏi hòn đảo này, ba sĩ quan đã báo cáo thất bại của họ trong việc phá hủy xác tàu đắm khi họ về đến Rabaul.
Đến ngày 10 tháng 2, phía Nhật Bản một lần nữa tìm cách phá hủy xác tàu đắm của I-1, khi chín máy bay ném bom bổ nhào Aichi D3A1 xuất phát từ Bougainville, được 28 máy bay tiêm kích Mitsubishi A6M Zero hộ tống, tấn công xác tàu. Hầu hết chúng đã không tìm thấy mục tiêu, chỉ có một chiếc Aichi D3A1 ném một quả bom 250 kg (550 lb) xuống gần tháp chỉ huy con tàu. Đến ngày 11 tháng 2, I-2 xuất phát từ quần đảo Shortland với sĩ quan ngư lôi của I-1 trên tàu, với nhiệm vụ tìm kiếm và phá hủy xác tàu đắm của I-1.

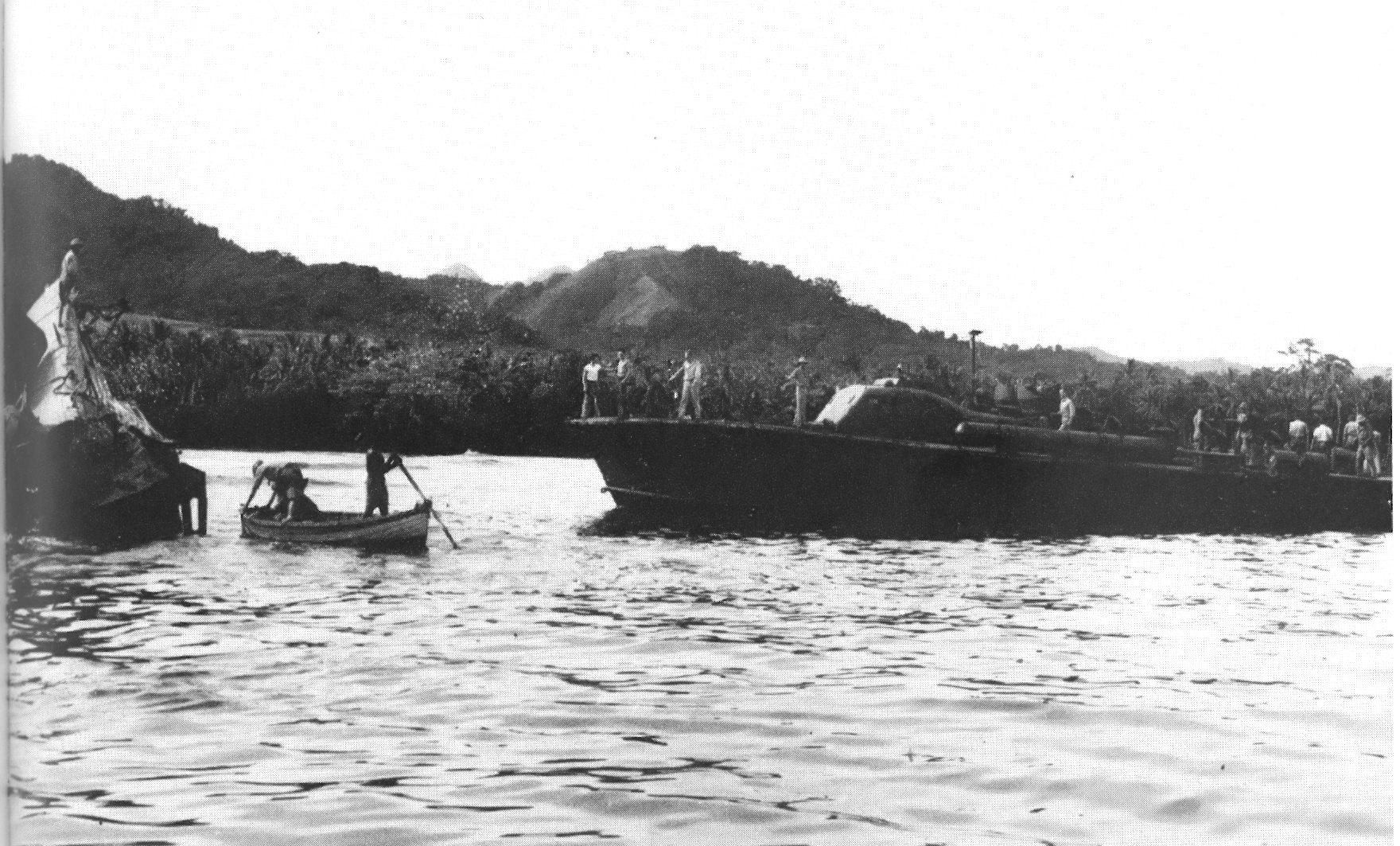
Thủy thủ PT boat PT-65 và nhân viên tình báo khảo sát xác tàu đắm của I-1, ngày 11 tháng 2, 1943.

Đúng như phía Nhật Bản lo ngại, Hải quân Hoa Kỳ bắt đầu khảo sát xác tàu đắm của I-1 với hy vọng có thể thu thập thông tin tình báo hữu ích. Vào ngày 11 tháng 2, đúng lúc I-2 rời quần đảo Shortland, xuồng tuần tra phóng lôi PT-65 đã đưa các sĩ quan tình báo Lục quân Hoa Kỳ đi đến vị trí I-1 bị đánh chìm. Tàu cứu hộ tàu ngầm USS Ortolan (ASR-5) đã khảo sát I-1, và thợ lặn của nó đã thu được năm bộ mật mã cùng những tài liệu quan trọng khác. Chiều tối hôm đó, I-2 đi đến nơi và xâm nhập vào vịnh Kamimbo cách bờ biển chỉ có 1.100 yd (1.000 m), nhưng nó đã không tìm thấy xác tàu của I-1. Đến ngày 15 tháng 2, khi Hải quân Nhật Bản nhận định các bộ mật mã có trên I-1 đã bị phá nên thay đổi và nâng cấp bộ mã, I-2 tìm cách xâm nhập một lần nữa, đi đến vị trí cách bờ biển 1,4 nmi (2.600 m), nhưng bị các PT-boat phát hiện và thả mìn sâu tấn công. Sau khi một máy bay đối phương tấn công I-2 lúc 11 giờ 20 phút, nó từ bỏ nỗ lực và rút lui về quần đảo Shortland. Hải quân Hoa Kỳ cuối cùng cho biết đã thu được các bộ mật mã, hải đồ, hướng dẫn, nhật ký hải trình, các tài liệu mật và thiết bị khác từ I-1.
Tên của I-1 được cho rút khỏi đăng bạ hải quân vào ngày 1 tháng 4, 1943.